# Čudnost (fizika)
Čudnost (oznaka {\displaystyle S\,}) je v fiziki osnovnih delcev eno izmed kvantnih števil. Je eno izmed kvantnih števil okusa (ostala so izospin, čar, dno in vrh). 
Čudnost je določena kot
{\displaystyle S=-(n_{s}-n_{\overline {s}})}
kjer je 
- {\displaystyle n_{\text{s}}\,} število kvarkov s čudnostjo
- {\displaystyle n_{\bar {\text{s}}}\,} število antikvarkov s čudnostjo

| kvantno število čudnosti B' | kvark d | kvark u | kvark s | kvark c | kvark b | kvark t |
| --------------------------- | ------- | ------- | ------- | ------- | ------- | ------- |
| vrednost                    | 0       | 0       | -1      | 0       | 0       | 0       |

Čudnost sta vpeljala ameriški fizik Murray Gell-Mann (1929 - ) in japonski fizik Kazuhiko Nišidžima (1926 – 2009).

## Ohranjenje čudnosti
Čudnost se ohranja pri močnih in elektromagnetnih interakcijah. Zaradi tega ne morejo lažji delci, ki vsebujejo kvark s razpasti z močno interakcijo in morajo razpasti z bolj počasno šibko interakcijo. Pri tem pa se vrednost čudnosti spremeni za 1. Čudnost se ne ohranja pri šibkih interakcijah. 